# Užice
Užice (cyr. Ужице) – miasto w Serbii, stolica okręgu zlatiborskiego i siedziba miasta Užice. Leży nad rzeką Đetinja w pobliżu granicy z Bośnią i Hercegowiną. W 2011 roku liczyło 52 646 mieszkańców.
Zachowały się tutaj ruiny średniowiecznego zamku, co świadczy o wielkim znaczeniu miasta już w dawnych czasach. Jesienią 1941 r. znajdował się tu sztab armii. W 1946 r. na cześć Josipa Broza Tito, nazwa miasta została zmieniona na Titovo Užice (Титово Ужице). W roku 1992 powrócono do pierwotnej nazwy miasta.
Užice to ośrodek przemysłu metalowego, maszynowego, elektrotechnicznego oraz spożywczego.

## Współpraca
- Cassino, Włochy

## Galeria

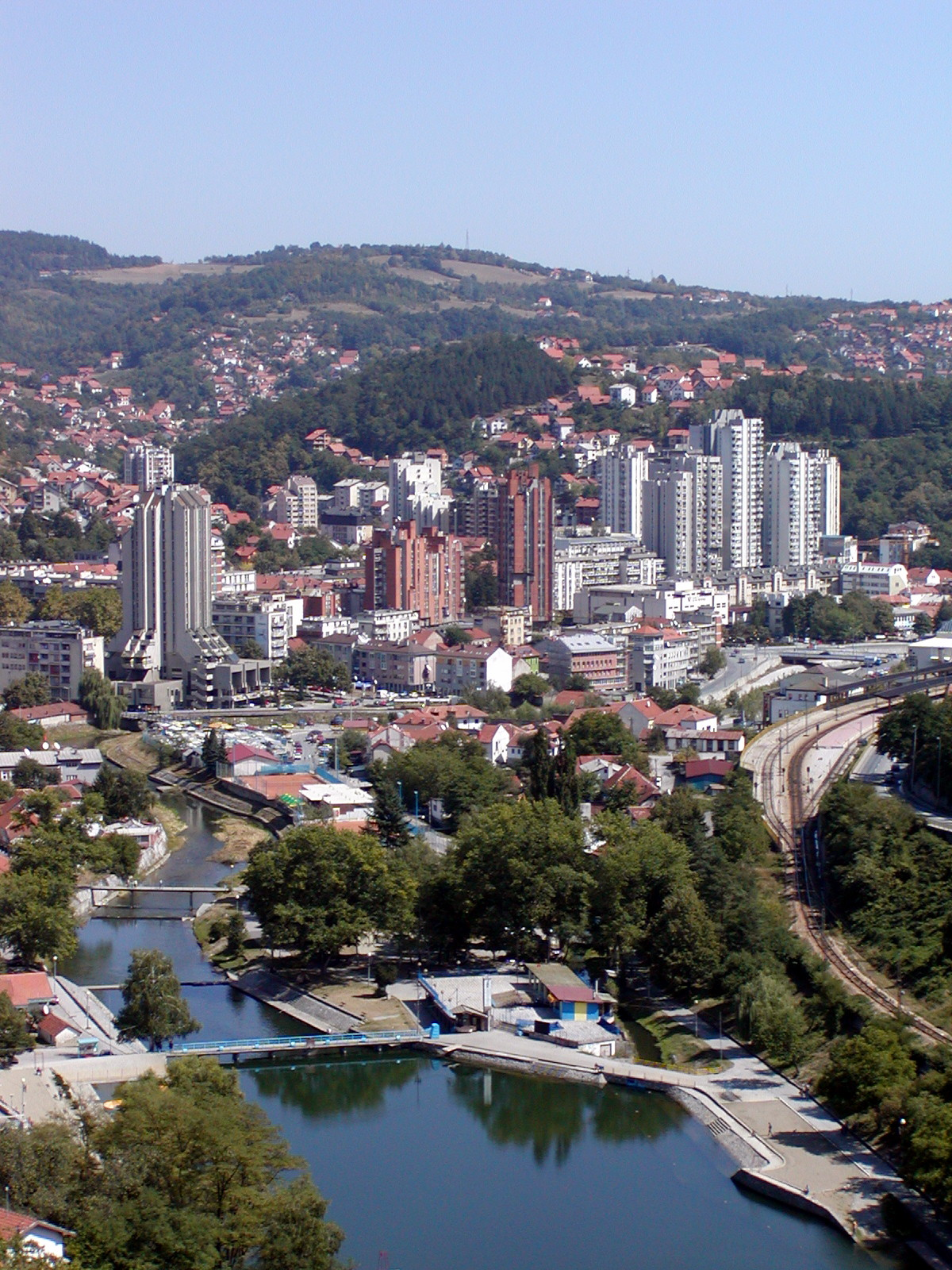
Panorama miasta Užice
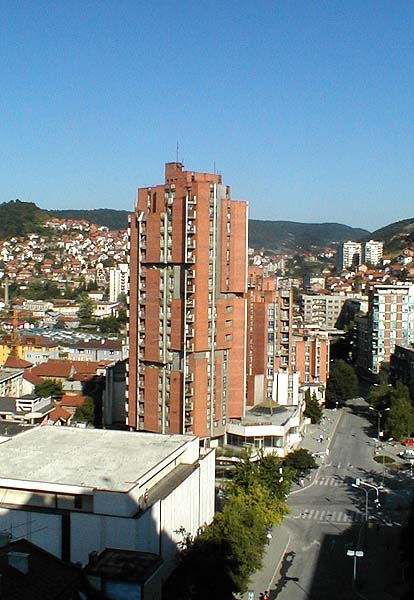
Centrum miasta
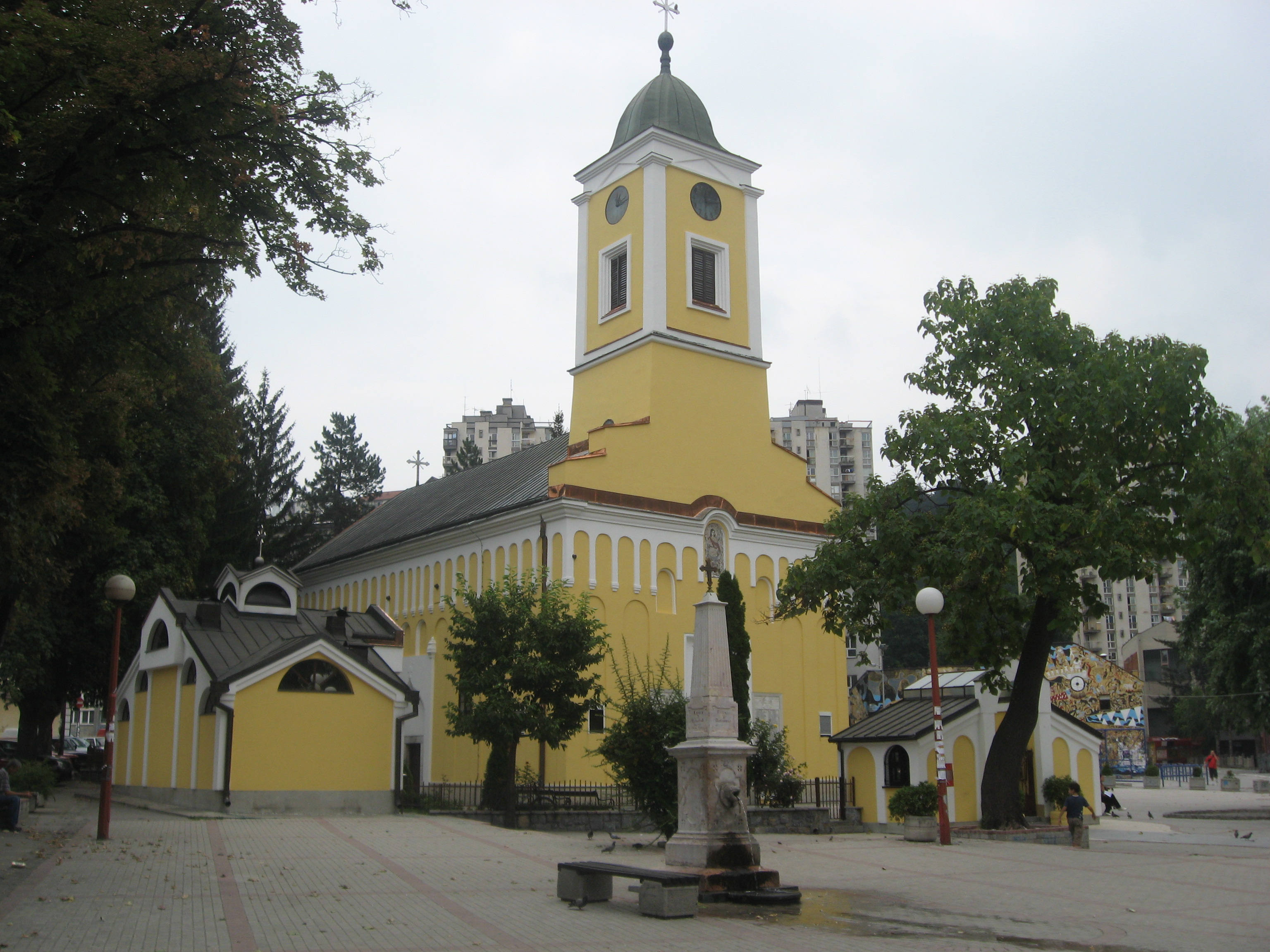
Obecny wygląd kościoła św. Grzegorza
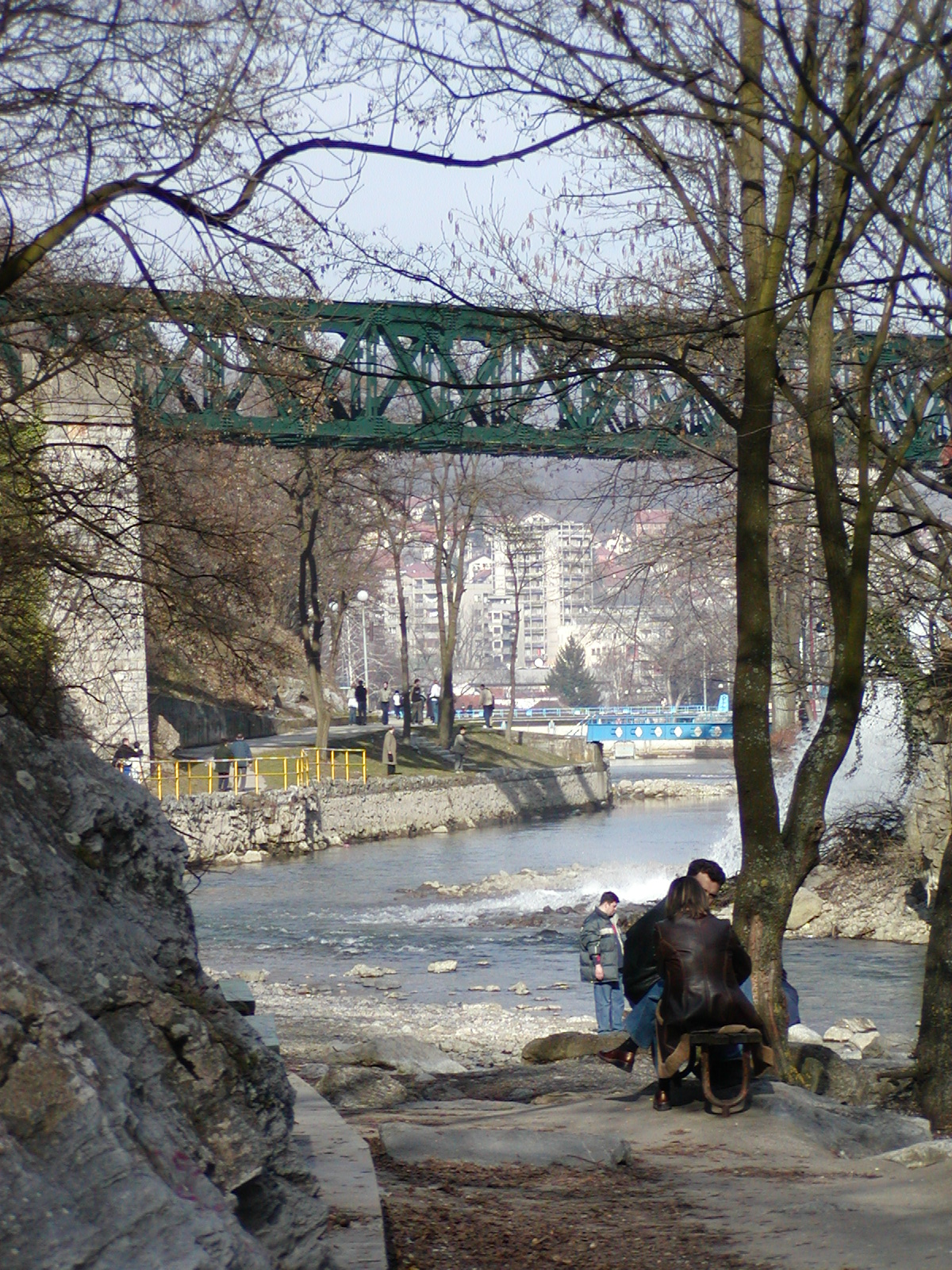
Plaża miejska
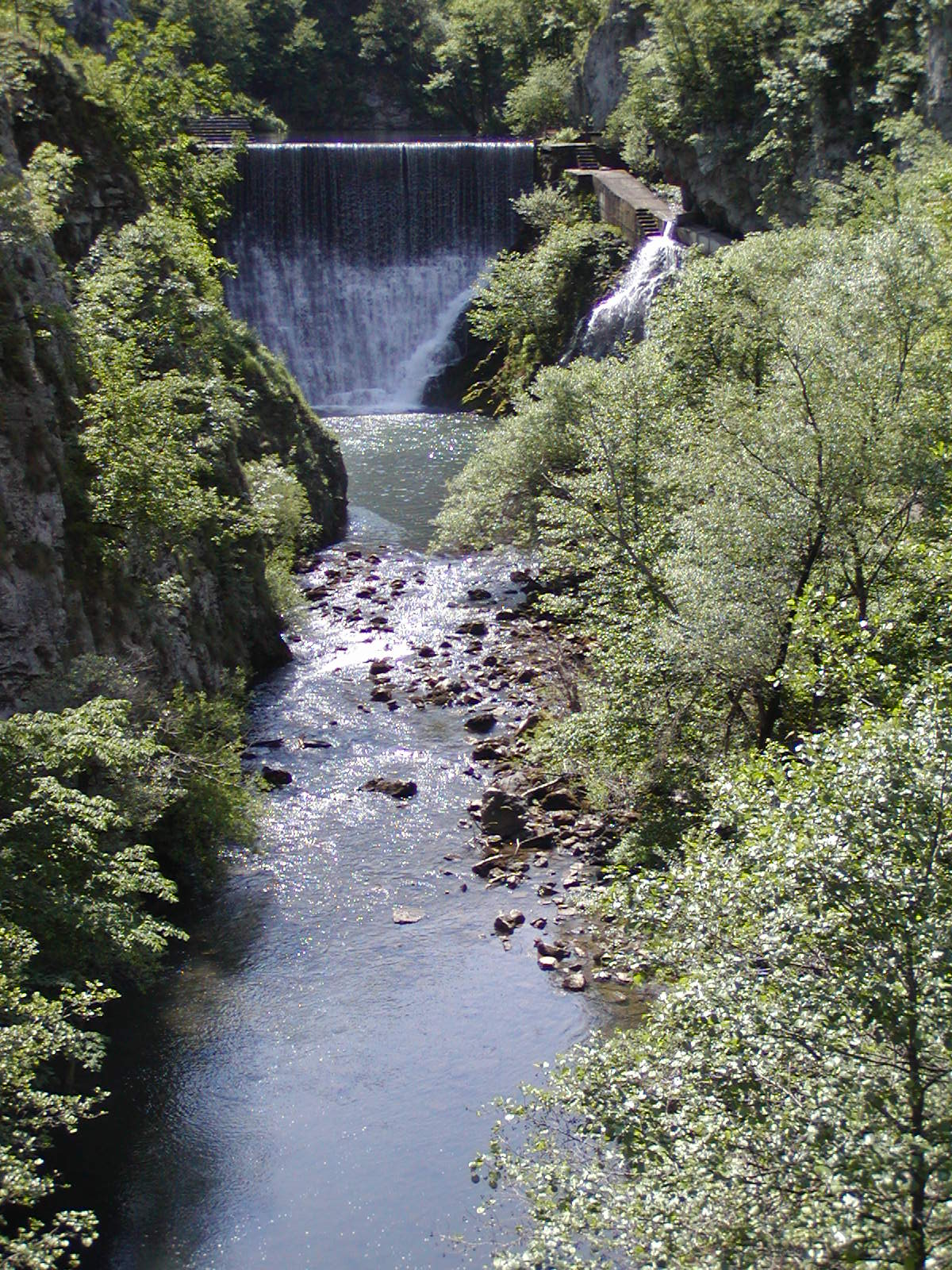
Wielka zapora w kanionie rzeki Đetinja
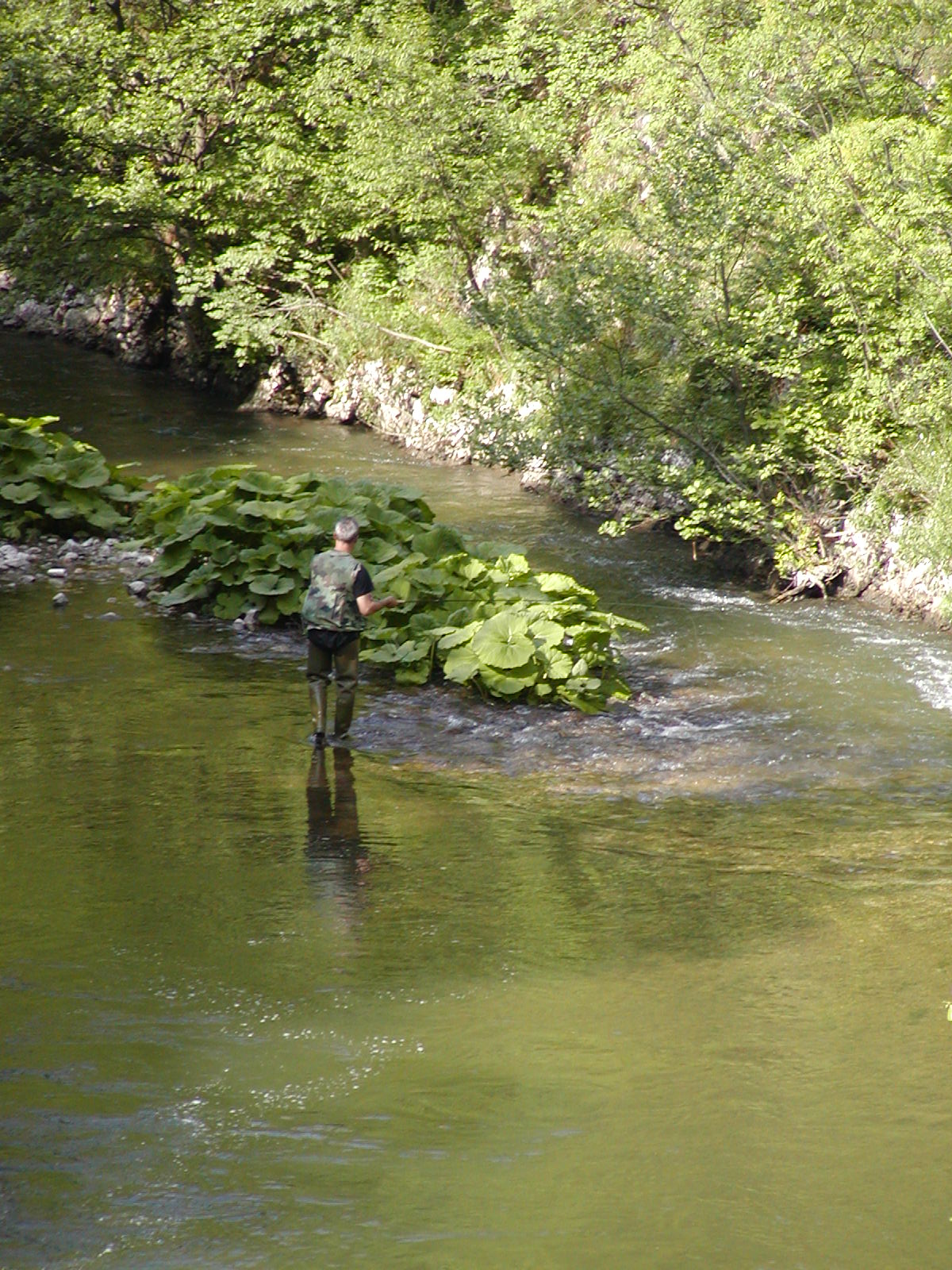
Wędkowanie w kanionie rzeki Đetinja